# İstanbul Büyükşehir Belediyespor (basketbal)
İstanbul BBSK Basketbol Kulübü is een Turkse basketbalclub gelegen in Istanboel. De club is opgericht in het jaar 2000 en is het basketbalafdeling van omnisportvereniging İstanbul Büyükşehir Belediyespor. De thuiswedstrijden worden gespeeld in het Cebeci Spor Salonu, dat een totale capaciteit heeft van 2.000 zitplaatsen.